# Gigante Léo
Leonardo Núñez de Miranda Reis, mais conhecido pelo seu nome artístico de Gigante Léo (Rio de Janeiro, 4 de dezembro de 1979) é um ator, dublador, humorista, roteirista, escritor e palestrante brasileiro.
Ele foi o vice-campeão do 1º Campeonato de Stand-up Comedy promovido pelo festival Risadaria, na Bienal de SP, em 2011, e vencedor do Prêmio Multishow de Humor, em 2012. Também é conhecido por suas participações no Porta dos Fundos e Castro Brothers no YouTube.

## Biografia
Gigante Léo estreou no teatro aos nove anos fazendo o papel de burrinho na peça O Rapto das Cebolinhas de Maria Clara Machado.
Em 2002, participou do Programa do Jô.
Em 2010 fez sua estreia no stand-up comedy.
Em 2011, participou da gravação do DVD do humorista Maurício Manfrini, conhecido pelo personagem “Paulinho Gogó”.
Em 2012, lançou o seu primeiro livro, intitulado "O Grande Livro dos Anões".
Em julho de 2013 faz sua estreia no cinema, participando do filme O Concurso, sob direção de Pedro Vasconcelos, com o personagem "Polegada".
Em 2016, lançou o curta documental Leo e Carol ganhando o prêmio de Melhor Curta-Documentário no Festival Inclús, em Barcelona, Espanha, e Melhor Curta-Documentário no Festival Sur Le Handicap, em Cannes.
Em 2017 protagonizou o filme Altas Expectativas inspirado em sua vida pessoal a partir do documentário Leo e Carol além de estrear em novelas.
Em 2022, participou da segunda temporada do reality show LOL: Se Rir, Já Era! ficando em segundo lugar.

## Filmografia

### Televisão
| Ano       | Título                                       | Papel                 | Emissora                | Ref.   |
| --------- | -------------------------------------------- | --------------------- | ----------------------- | ------ |
| 2012      | Prêmio Multishow de Humor                    | Participante/Vencedor | Multishow               | [ 9 ]  |
| 2012      | O Fantástico Mundo de Gregorio               | Ele mesmo             | Multishow               | [ 9 ]  |
| 2013      | Pé na Cova                                   | Anão                  | TV Globo                | [ 9 ]  |
| 2013      | Adorável Psicose                             | Primo Bigode          | Multishow               | [ 9 ]  |
| 2015      | Vai Que Cola                                 | Juninho               | Multishow               | [ 9 ]  |
| 2015      | Os Suburbanos                                | Maior                 | Multishow               | [ 9 ]  |
| 2015-2016 | Treme Treme                                  | Gigante Ostentação    | Multishow               | [ 9 ]  |
| 2016      | Vai Que Cola                                 | Gigante Yoda          | Multishow               | [ 9 ]  |
| 2016      | Escolinha do Professor Raimundo              | Seu Bonequito         | Canal Viva e Rede Globo |        |
| 2017      | Escolinha do Professor Raimundo              | Mini Zé               | Canal Viva e Rede Globo |        |
| 2017      | Ernesto, o exterminador de seres monstruosos | Duende                | TV Brasil               |        |
| 2017      | Novo Mundo                                   | Hércules              | Rede Globo              | [ 7 ]  |
| 2017      | Vai Que Cola                                 | Gigante Léo - Pinguim | Multishow               | [ 9 ]  |
| 2018      | Vlog da Mila                                 | Mestre Borgo          | Gloob                   | [ 9 ]  |
| 2022      | LOL: Se Rir, Já Era!                         | Ele mesmo             | Prime Vídeo             | [ 10 ] |

### Cinema
| Ano  | Título              | Papel                  | Ref.   |
| ---- | ------------------- | ---------------------- | ------ |
| 2013 | O Concurso          | Polegada               | [ 11 ] |
| 2017 | Altas Expectativas  | Décio                  | [ 12 ] |
| 2018 | Crô em Família      | Ele mesmo              | [ 13 ] |
| 2018 | Minha Vida em Marte | Anão da festa infantil | [ 14 ] |
| 2020 | No Gogó do Paulinho | Segurança              |        |

### Livro
| Ano  | Título                   | Editora | ISBN       | Ref. |
| ---- | ------------------------ | ------- | ---------- | ---- |
| 2012 | O Grande Livro dos Anões | Matrix  | 8563536605 |      |

### Dublagem
| Ano  | Título                  | Ator       | Personagem | Ref.   |
| ---- | ----------------------- | ---------- | ---------- | ------ |
| 2019 | Coringa                 | Leigh Gill | Gary       | [ 15 ] |
| 2024 | Coringa: Delírio a Dois | Leigh Gill | Gary       |        |

### Internet
| Ano           | Título      | Cargo        | Plataforma |
| ------------- | ----------- | ------------ | ---------- |
| 2010-presente | Gigante Leo | Apresentador | Youtube    |

## Prêmios
- 2011 - Vice-campeão: 1º Campeonato Brasileiro de Stand-up Comedy, promovido pelo festival Risadaria
- 2012 - Campeão: Prêmio Multishow de Humor